# James Milton Smith
James Milton Smith, född 24 oktober 1823 i Twiggs County, Georgia, död 25 november 1890 i Columbus, Georgia, var en amerikansk politiker (demokrat). Han var Georgias guvernör 1872–1877.
Smith studerade juridik och inledde sin karriär som advokat i Thomaston. Han deltog i amerikanska inbördeskriget i Amerikas konfedererade staters armé och befordrades till överste. Efter sin krigstjänst satt Smith i Amerikas konfedererade staters kongress. Efter kriget arbetade han som advokat i Columbus. Smith var försvarsadvokat i ett uppmärksammat rättsfall där flera män anklagades för att ha mördat republikanen George W. Ashburn. Mordet förmodades ha initierats av Ku Klux Klan men rättsfallet löstes inte.
Smith efterträdde 1872 Benjamin F. Conley som guvernör och efterträddes 1877 av Alfred H. Colquitt. Smith avled 1890 och gravsattes på Alta Vista Cemetery i Gainesville. Han var gift två gånger men hade inga barn. Det första äktenskapet ingick han 1848 med Hester Ann Brown som avled efter en lång sjukdom år 1880. Den 1 september 1881 gifte han om sig med änkan Florida Abercrombie Wellborn.